# گلنکو (آلاباما)
گلنکو (به انگلیسی: Glencoe) شهری در شهرستان اتوا ایالت آلاباما است که مساحت آن ۴۴٫۰۷ کیلومتر مربع است و در سرشماری سال ۲۰۱۰ میلادی، ۵٬۱۶۰ نفر جمعیت داشته و تراکم جمعیتی آن، ۱۱۷٫۰۹ نفر در هر کیلومتر مربع بوده است.